# Dromaeosaurinae
De Dromaeosaurinae zijn een groep theropode dinosauriërs die behoren tot de Eumaniraptora.
In 1922 benoemden William Diller Matthew en Barnum Brown een onderfamilie Dromaeosaurinae om Dromaeosaurus een plaats te geven. Ze zagen die groep toen nog als een onderverdeling van de Deinodontidae, de tegenwoordige Tyrannosauridae. Later werd begrepen dat die indeling fout was en begon men te spreken van een eigen Dromaeosauridae. 
Toen het aantal bekende dromaeosauriden groeide, kreeg men echter toch behoefte aan een term voor de meer directe verwanten van Dromaeosaurus en kwam het begrip Dromaeosaurinae weer in zwang. De eerste exacte definitie als klade was van Paul Sereno uit 1998: alle dromaeosauriden die dichter bij Dromaeosaurus staan dan bij Velociraptor. Later werd duidelijk dat dit misschien een ruimere inhoud kon opleveren dan de traditionele omvang van het begrip. In 2005 kwam Sereno daarom met een definitie die meer takken uitsloot: de groep bestaande uit alle soorten die nauwer verwant zijn aan Dromaeosaurus albertensis Matthew and Brown 1922 dan aan Velociraptor mongoliensis Osborn 1924, Microraptor zhaoianus Xu et alii 2000, Unenlagia comahuensis Novas and Puerta 1997 of de huismus Passer domesticus (Linnaeus 1758).
Welke soorten precies Dromaeosaurinae zijn, is nogal onzeker en verschilt van analyse op analyse. Utahraptor, Achillobator en Adasaurus zijn mogelijke dromaeosaurinen. Evenmin is zeker wat de zustergroep is. De groep bestaat voor zover bekend uit tweevoetige bevederde roofsauriërs uit het Krijt. Als Utahraptor inderdaad een dromaeosaurine is, heeft de groep zich al vroeg in het Krijt afgesplitst. Als Zapsalis een dromaeosaurine is, bleef de groep tot minstens het late Campanien bestaan.